# Băieții din strada Pál (roman)
Băieții din strada Pál (în maghiară A Pál utcai fiúk) este un roman pentru tineret al scriitorului maghiar Ferenc Molnár, publicat pentru prima dată în 1906. 

## Ediții românești
- Ferenc, Molnár (1957), Băieții din strada Pál, tradus de V. Micu, București: Editura Tineretului, 200 pag.;